# 峯岸賢太郎
峯岸 賢太郎（みねぎし けんたろう、1937年2月24日 - 2006年5月11日）は、昭和・平成時代の歴史学者。旧・東京都立大学名誉教授。

## 経歴
昭和12年（1937年）、東京府に生まれる。
昭和34年（1959年）早稲田大学教育学部卒業。昭和36年（1961年）東京都立大学大学院人文科学研究科修士課程修了。昭和37年（1962年）東京都立大学助手、昭和51年（1976年）助教授、昭和62年（1987年）教授。

## 研究業績
近世被差別民に関する研究を行い、平成9年（1997年）には『近世被差別民史の研究』（校倉書房, 1996）で東京都立大学から博士号を授与される。
被差別民とは、身分制を維持するため政策的に作り出されたもの（部落差別政治的創出論）ではなく、社会の中で自然と生まれたものである（習俗的差別論）という論陣を張った。

## 著書
- 近世身分論 校倉書房, 1989
- 近代に残った習俗的差別 兵庫部落問題研究所, 1990 ブックレット
- 部落問題の歴史と国民融合 部落問題研究所, 1994
- 近世被差別民史の研究 校倉書房, 1996
- 皇軍慰安所とおんなたち 吉川弘文館　歴史文化ライブラリー, 2000